# دیوید بوکسباوم
دیوید الوین بوکسباوم (به انگلیسی: David Alvin Buchsbaum) (زاده ۶ نوامبر ۱۹۲۹) ریاضیدان اهل آمریکا است.

## زندگی و کارنامه
بوکسباوم در سال ۱۹۴۹ از کالج کلمبیا در نیویورک سیتی دانش‌آموخته شد و در سال ۱۹۵۴ در دانشگاه کلمبیا مدرک دکتری ریاضیات را با رساله‌ای به نام «رده‌های دقیق و دوگانی» تحت سرپرستی ساموئل آیلنبرگ به دست آورد. وی دوره پسادکتری را در دانشگاه‌های پرینستون و شیکاگو گذراند. در سال ۱۹۵۶ استادیار و در سال ۱۹۵۹ دانشیار دانشگاه براون شد. او در سال ۱۹۶۱ همچنین دانشیار دانشگاه برندایس شد و در همان‌جا در سال ۱۹۶۱ درجه استادی تمام را دریافت کرد. بوکسباوم در سال ۱۹۹۹ بازنشسته شد. وی استاد مهمان در دانشگاه‌های بولونیا، رم، تورین و مون پلیه نیز بوده‌است.
زمینه کاری بوکسباوم جبر جابجایی و جبر همولوژی و همچنین نمایش گروه‌ها و جبرهای لی است و او دستاوردهای فراوانی در این زمینه‌ها دارد. در زمینه جبر همولوژی فرمول و قضیه‌ای که به نام او و موریس آوسلندر به فرمول آوسلندر- بوکسباوم معروف است بسیار نامبردار می‌باشد.

## آثار
- Lectures on regular local rings, Lecture Notes in Mathematics, Springer Verlag 1969
- with G. Boffi Threading homology through algebra: selected patterns, Oxford University Press 2006
- with Maurice Auslander Homological dimension in Noetherian rings, Transactions of the American Mathematical Society, Band 85, 1957, S. 390–405
- with Auslander Groups, rings, modules, Harper and Row 1974